# Фелен (Северна Рајна-Вестфалија)
Фелен (њем. Velen) град је у њемачкој савезној држави Северна Рајна-Вестфалија. Једно је од 17 општинских средишта округа Боркен. Према процјени из 2010. у граду је живјело 13.036 становника. Посједује регионалну шифру (AGS) 5554064, NUTS (DEA34) и LOCODE (DE VLN) код.

## Географски и демографски подаци
Фелен се налази у савезној држави Северна Рајна-Вестфалија у округу Боркен. Град се налази на надморској висини од 57 метара. Површина општине износи 70,5 km². У самом граду је, према процјени из 2010. године, живјело 13.036 становника. Просјечна густина становништва износи 185 становника/km².